# Theodosia (Name)
Theodosia ist ein weiblicher Vorname.

## Herkunft und Bedeutung
Beim Namen Θεοδοσία Theodosía handelt es sich um die weibliche Variante des altgriechischen Namens Θεοδόσιος Theodósios. Er setzt sich aus den Elementen θεός theós „Gott“ und δόσις dósis „Gabe“, „gebend“ zusammen und bedeutet: „Gott gebend“.

## Verbreitung
Der Name Theodosia wird überwiegend in Griechenland und den USA vergeben, ist jedoch in beiden Ländern kein sehr häufiger Vorname.

## Varianten

### Weibliche Varianten
- Englisch
  - Diminutiv: Docia
- Griechisch: Θεοδοσία Theodosía
- Mazedonisch: Теодосија Teodosija
- Polnisch: Teodozja
  - Diminutiv: Dosia
- Russisch: Феодосия Feodosiya
- Serbisch: Теодосија Teodosija

### Männliche Varianten
- Griechisch: Θεοδόσιος Theodósios
- Italienisch: Teodosio
  - Latein: Theodosius
- Polnisch: Teodozjusz
- Portugiesisch: Teodósio
- Russisch: Феодосий Feodosij
- Spanisch: Teodosio

## Gedenktage
- 2. April; Theodosia von Caesarea, frühchristliche Märtyrin in Caesarea (289/290–308), katholische Heilige
- 29. Mai; Theodosia von Konstantinopel, frühchristliche Märtyrin in Konstantinopel (um 700), katholische und orthodoxe Heilige

## Bekannte Namensträgerinnen
- Theodosia (Kaiserin), Frau des byzantinischen Kaisers Leo V.
- Amanda Theodosia Jones (1835–1914), US-amerikanische Autorin und Erfinderin
- Theodosia Burr Goodman (1885–1955), US-amerikanische Schauspielerin
- Theodosia Okoh (1922–2015), ghanaische Lehrerin, Künstlerin und Sportfunktionärin
- Theodosia Bartow Prevost Burr amerikanische Patriotin, Frau von Aaron Burr
- Theodosia Burr Alston Tochter von Aaron Burr und Theodosia Bartow Prevost